# Glympis incusalis
Glympis incusalis là một loài bướm đêm trong họ Erebidae.